# Borchard Wrede
Borchard Wrede (bl. 1522–1536) war Mitglied des Lübecker Bürgerausschusses der 64.
Borchard Wrede war Ältermann des Amtes der Grobschmiede. Bereits zu Beginn der 1520er Jahre wandte er sich der lutherischen Lehre zu. Zusammen mit Harmen Israhel war er seit 1525 einer der Sprecher der Bürger in den Auseinandersetzungen mit dem Rat. 1528 und 1529 wurde er in einen Bürgerausschuss gewählt, um mit dem Rat über Gegenleistungen für neue Abgaben zu verhandeln. Seit dem 7. April 1530 gehörte er zu den 64 „verordneten Bürgern“, die zunächst nur als „Kistensitzer“, also Aufseher über die Steuerzahlung, amtieren sollten. Am 10. Juni wurden ihre Namen jedoch als rechtmäßige Mitregenten im Stadtbuch festgeschrieben. 
Nachdem am 30. Juni 1530 die Einführung der Reformation beschlossen war, gehörte Wrede zu der Kommission, die zusammen mit Johannes Bugenhagen Der Keyserliken Stadt Lübeck Christlike Ordeninge ausarbeitete. Mit Jürgen Wullenwever und zwei weiteren Ausschussbürgern bestätigte er am 18. Februar 1531 zusammen mit dem Rat die einvernehmliche Einführung der Reformation und gelobte stellvertretend für die Bürgerschaft per Handschlag Einigkeit und Gehorsam.
Da Wrede als Handwerker in Lübeck nicht ratsfähig war, gelangte er bei der Ratsumbildung 1531 nicht in den durch Wullenwever umgebildeten Rat. Nachdem mehrere Ausschussmitglieder Ratsherren geworden waren, verlor der Ausschuss selbst an Bedeutung. In der Folgezeit trat Wrede nicht mehr politisch in Erscheinung. 
1535 nannte Jürgen Wullenwever unter der Folter seinen Namen als einen der Mitwisser seiner angeblichen Pläne, in Lübeck ein Wiedertäuferreich zu errichten. Wrede wurde im Marstall inhaftiert, aber wie die anderen bald in den Hausarrest entlassen.
Wrede besaß das Haus Kupferschmiedestraße 15.